# Leiocolea
Leiocolea là một chi rêu trong họ Jungermanniaceae.